# Líneas Aérea Taxpa
Líneas Aérea Taxpa (im Markenauftritt Taxpa Chile) war eine chilenische Fluggesellschaft, welche im Jahre 1957 mit einer B-25 Mitchell den Flugbetrieb aufgenommen hatte. Ab 1966 bis mindestens Sommer 1972 fand sich neben ein- und zweimotorigen Leichtflugzeugen auch eine Fairchild C-82 Packet in der Flotte. 
Die Gesellschaft bot Lufttaxi-Dienste, Schädlingsbekämpfungsflüge, Luftbildvermessung und Rettungsflüge an, flog aber auch während der Saison einen regelmäßigen Liniendienst zur Robinson-Crusoe-Insel im Pazifischen Ozean. Bei einem dieser Flüge stürzte am 6. Oktober 1972 eine zweimotorige Maschine ab. Neun Personen wurden vermisst, von der Maschine keine Spur gefunden. Im Jahr 1979 setzte die Gesellschaft neben verschiedenen Flugzeugen der Hersteller Piper Aircraft und Aero Commander auch eine Curtiss C-46 sowie eine Douglas DC-6 auf Frachtflügen ein.
Nachdem Taxpa Chile ihre letzten Flugzeuge im Jahr 1991 ausgemustert hatte, setzte sie bis 1992 einen einzelnen Hubschrauber des Typs Hughes 500 ein.